# Buntine Highway
Buntine Highway – część drogi krajowej nr 96, o długości 570 km, w Australii. Droga łączy Willeroo, przy skrzyżowaniu z drogą krajową Victoria Highway, na obszarze Terytorium Północnego, z drogą Duncan Road w osadzie Nicholson, w Australii Zachodniej. W Top Springs krzyżuje się z drogą krajową nr 80, Buchanan Highway. Droga przebiega w pobliżu parku narodowego Gregory.